# Lijst van voetbalinterlands Albanië - Tsjechië
Deze lijst van voetbalinterlands is een overzicht van alle officiële voetbalwedstrijden tussen de nationale teams van Albanië en Tsjechië. De landen speelden tot op heden vijf keer tegen elkaar. De eerste ontmoeting, een vriendschappelijke wedstrijd, werd gespeeld in Praag op 8 juni 2021. Het laatste duel, een groepswedstrijd tijdens de UEFA Nations League 2024/25, vond plaats op 16 november 2024 in Tirana.

## Wedstrijden
| № | Plaats | Datum            | Competitie                  | Wedstrijd          | Uitslag |
| - | ------ | ---------------- | --------------------------- | ------------------ | ------- |
| 1 | Praag  | 8 juni 2021      | Vriendschappelijk           | Tsjechië – Albanië | 3 – 1   |
| 2 | Praag  | 7 september 2023 | EK 2024 kwalificatie        | Tsjechië − Albanië | 1 − 1   |
| 3 | Tirana | 12 oktober 2023  | EK 2024 kwalificatie        | Albanië − Tsjechië | 3 − 0   |
| 4 | Praag  | 11 oktober 2024  | UEFA Nations League 2024/25 | Tsjechië − Albanië | 2 − 0   |
| 5 | Tirana | 16 november 2024 | UEFA Nations League 2024/25 | Albanië − Tsjechië | 0 − 0   |

## Samenvatting
| Competitie          | Totaal gespeeld | Winst Albanië | Gelijk | Winst Tsjechië | Doelsaldo Albanië – Tsjechië |
| ------------------- | --------------- | ------------- | ------ | -------------- | ---------------------------- |
| EK-kwalificatie     | 2               | 1             | 1      | 0              | 4 − 1                        |
| UEFA Nations League | 2               | 0             | 1      | 1              | 0 − 2                        |
| Vriendschappelijk   | 1               | 0             | 0      | 1              | 1 − 3                        |
| Totaal              | 5               | 1             | 2      | 2              | 5 − 6                        |